# Cladacanthella scabra
Cladacanthella scabra är en nässeldjursart som först beskrevs av Jean-Baptiste Lamarck 1816.  Cladacanthella scabra ingår i släktet Cladacanthella och familjen Plumulariidae. Inga underarter finns listade i Catalogue of Life.